# Pseudoleistes guirahuro
Pseudoleistes guirahuro е вид птица от семейство Трупиалови. Видът е незастрашен от изчезване.

## Разпространение
Разпространен е в Аржентина, Бразилия, Парагвай и Уругвай.